# Jean Tinguely

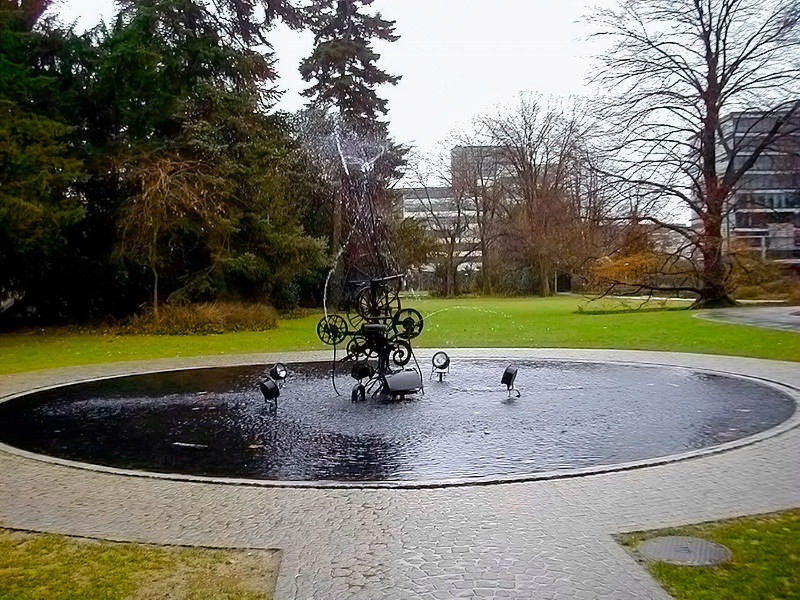
La fuente Tinguely enfrente del Museo Tinguely en Basilea.

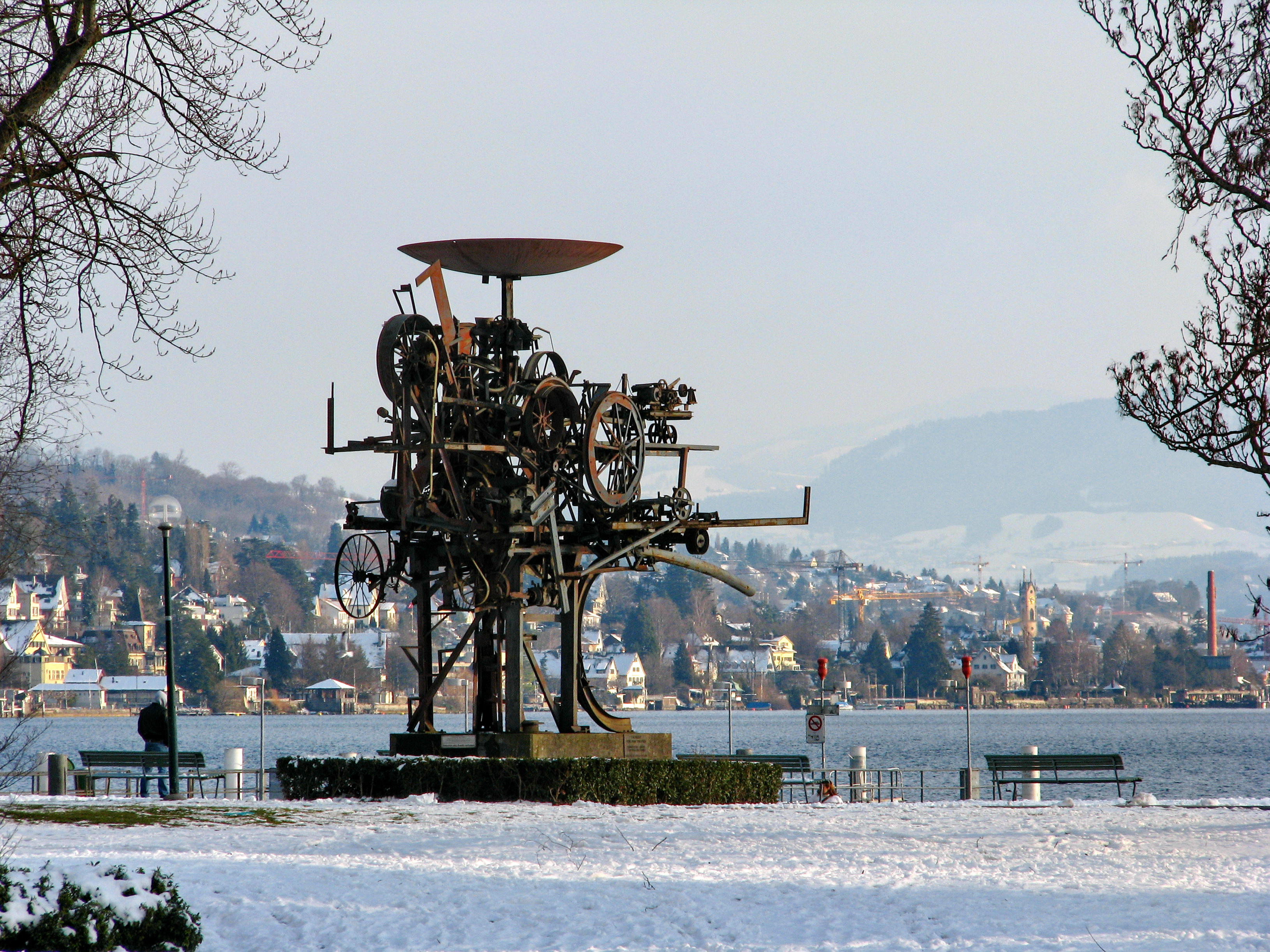
El Heureka de Tinguely en Zürich-Seefeld (Zürichhorn).

Jean Tinguely (Friburgo, Suiza, 22 de mayo de 1925–Berna, Suiza, 30 de agosto de 1991) fue un escultor y pintor suizo. Es famoso por sus máquinas escultura o arte cinético, entroncado en la tradición Dada; conocido oficialmente como Méta - Matics. A través de su arte, Tinguely satirizó la sobreproducción sin sentido de bienes materiales por parte de la sociedad industrial avanzada.

## Juventud

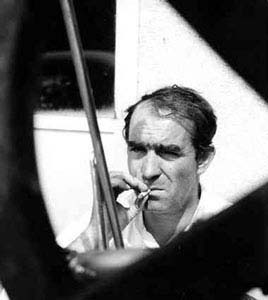
Jean Tinguely por Erling Mandelmann, 1963.

Tinguely creció en Basilea, pero se mudó a Francia en su juventud para desarrollar su carrera artística. Perteneció al movimiento de avantgarde (vanguardia) parisino de mediados del siglo XX y fue uno de los artistas que firmó el manifiesto Neorrealista (Nouveau réalisme) en 1960.

## Obras
Su obra más famosa es una escultura que se autodestruye, llamada Homenaje a Nueva York (1960), se autodestruyó en forma parcial en el Museum of Modern Art, de Nueva York, aunque su obra posterior, Estudio No.2 para un fin del mundo (1962), detonó de forma exitosa enfrente del público reunido en el desierto cerca de Las Vegas. 
En 1971, Tinguely se casó con la artista francesa Niki de Saint Phalle.

## Obras públicas
- El cíclope en las afueras de Milly-la-Forêt.[1]
- Fuente Stravinsky (o Fuente de los Autómatas) cerca del Centre Pompidou, París (1982), en colaboración con su esposa Niki de Saint Phalle.
- Fuente Tinguely (1977) en Basilea.
- El Heureka en Zürich-Seefeld.
- Fuente Salvavidas en la calle Königstrasse en Duisburg, Alemania, en colaboración con Niki de Saint Phalle.
- Fuente Jo Siffert (comúnmente llamada Fuente Tinguely), en su localidad natal, Friburgo, Suiza.

## Grabaciones deNoise
- 1963 ‘Sounds of Sculpture’, 7”, Minami Gallery, Tokio, Japón [Esculturas de Tinguely grabadas por el compositor de avant-garde Toshi Ichiyanagi durante la exhibición japonesa]
- 1972 ‘Méta’, book+7_, Propyläen Verlag, Estocolmo
- 1983 ‘‘Sculptures at The Tate Gallery, 1982_, Audio Arts cassette
- 1983 ‘Meta-Harmonie H’ incl. in ‘Meridians 2_ compmqenan ate a pie
- 2001 ‘Relief Meta-Mechanique Sonore I’ incl. in ‘A Diagnosis’ compilation, Revolver-Archiv Für Aktuelle Kunst, Fráncfort del Meno, Alemania